# Тохота
Тохота — село в Тляратинском районе Дагестана. Административный центр сельского поселения сельсовет Тохотинский.

## География
Расположено в 13 км к юго-востоку от районного центра — села Тлярата, на правом берегу реки Джурмут. К юго-западу от села находится гора Маллоросо.

## Илюстрации

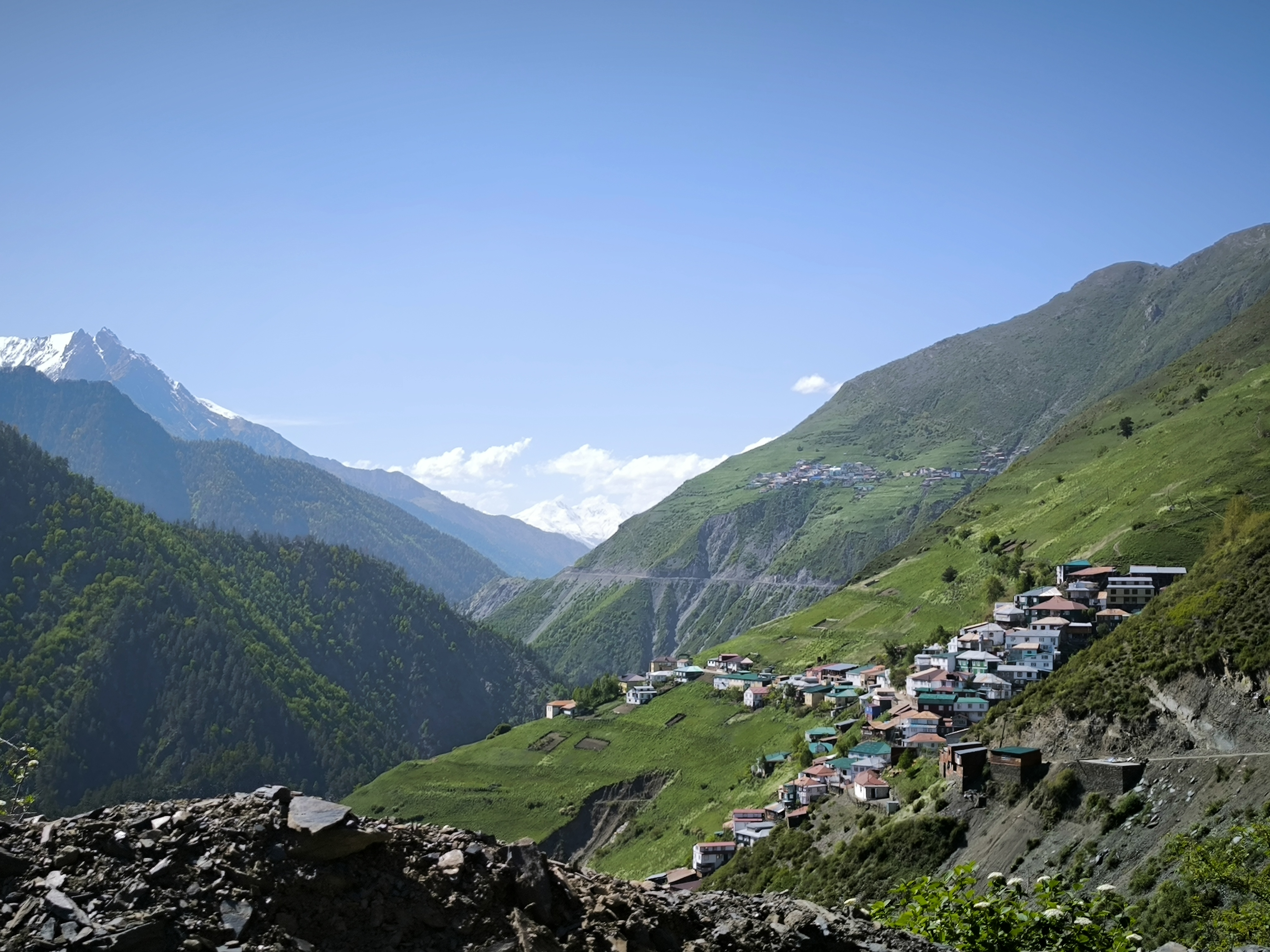
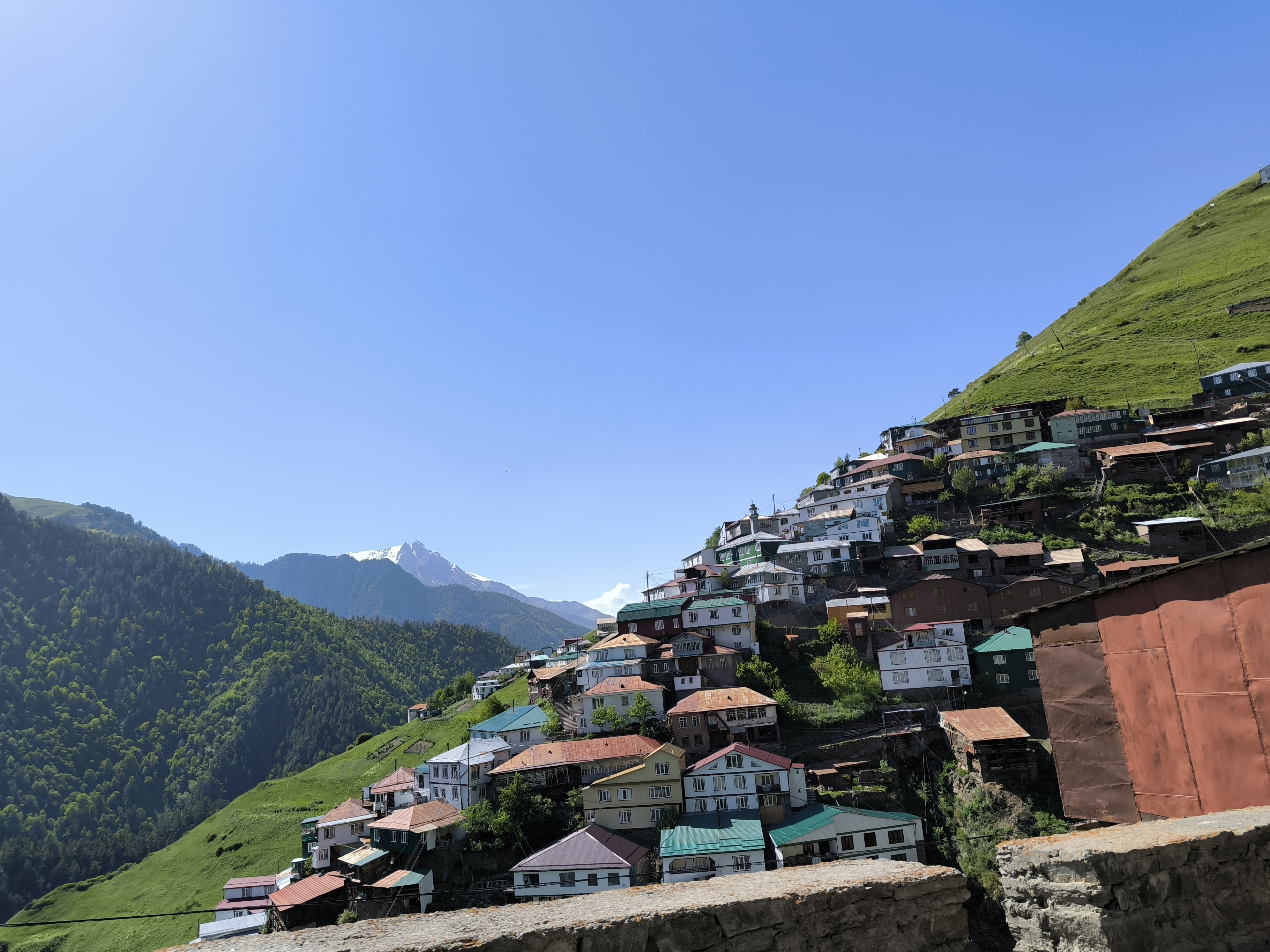
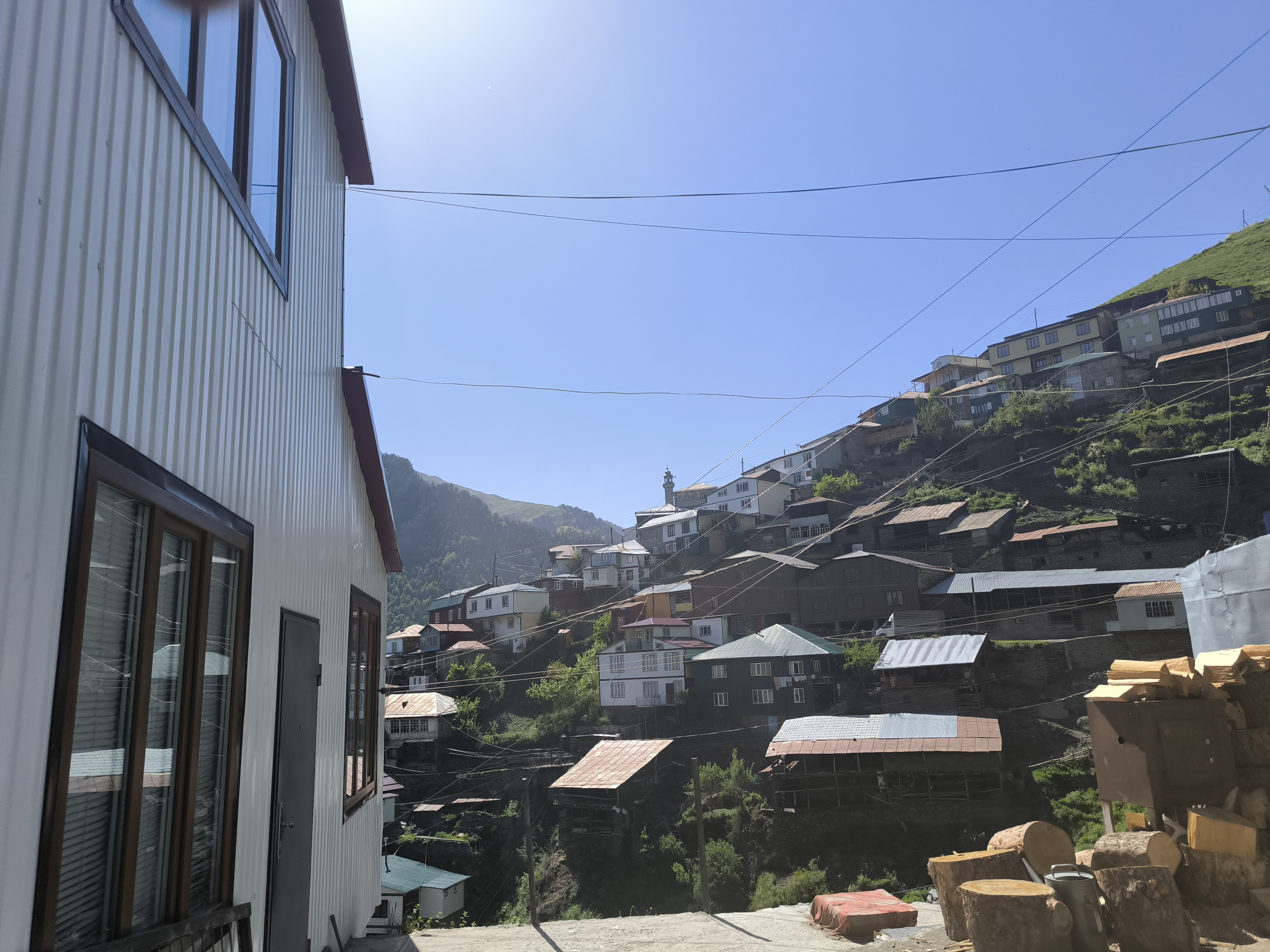
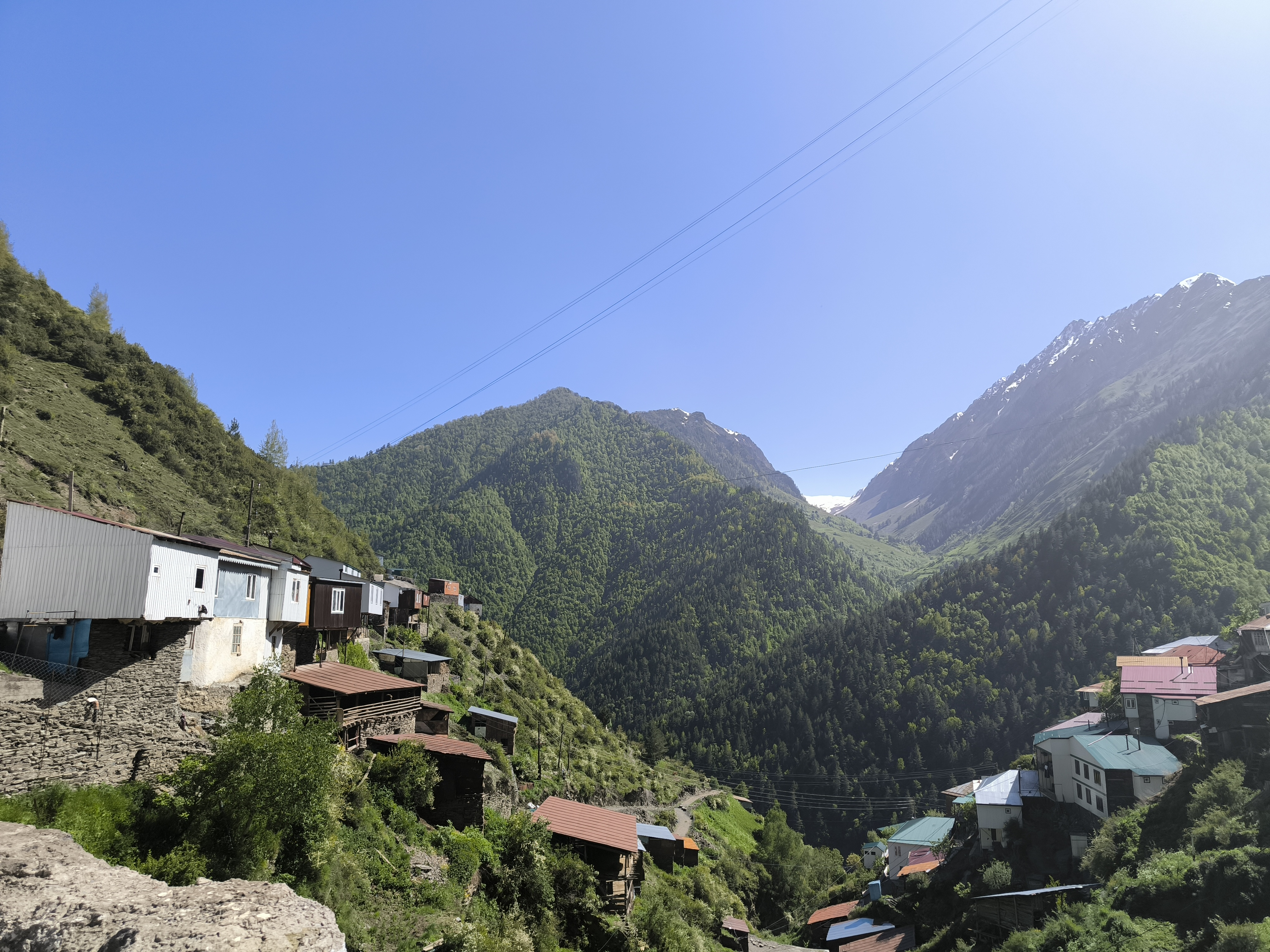
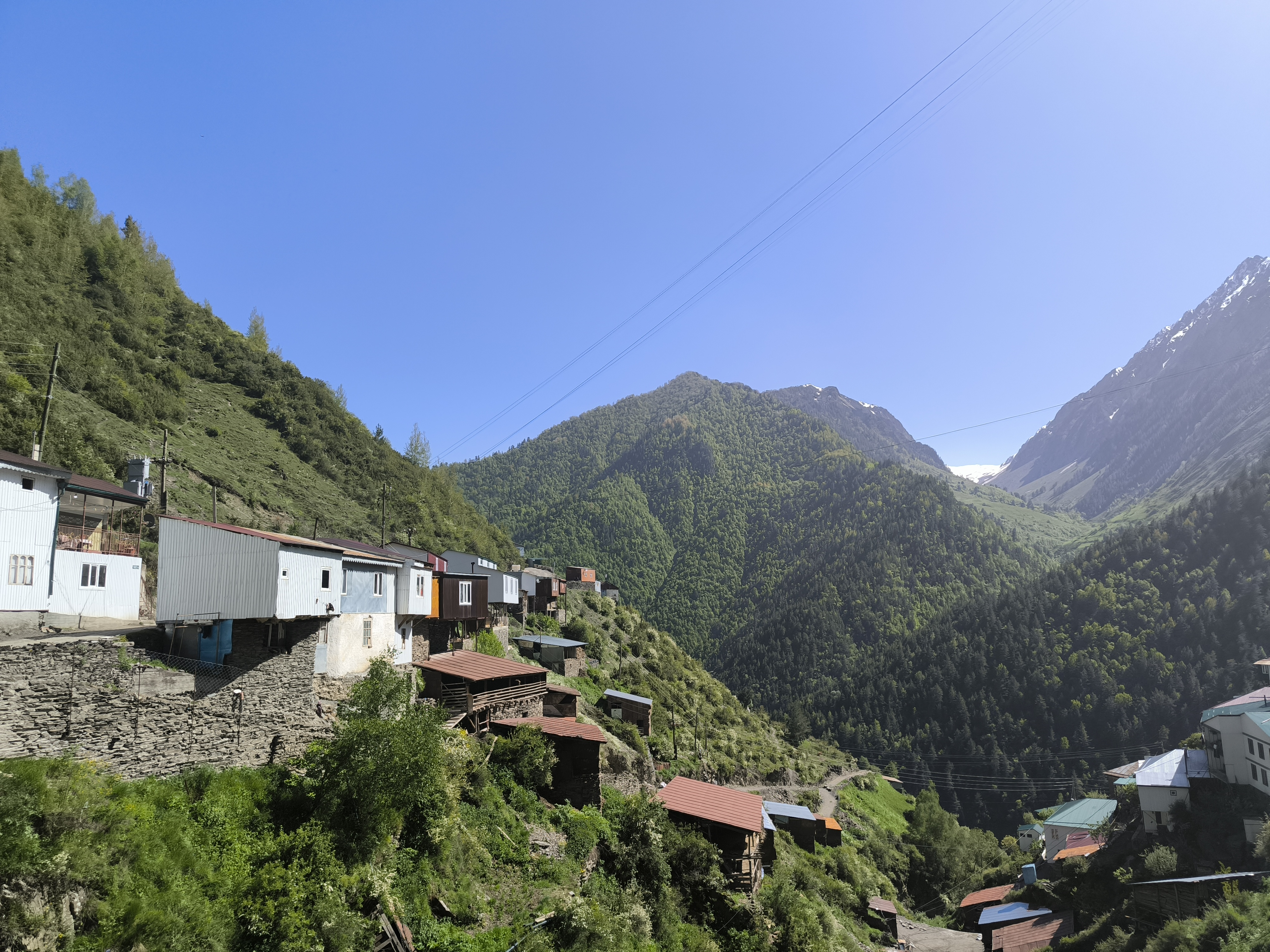
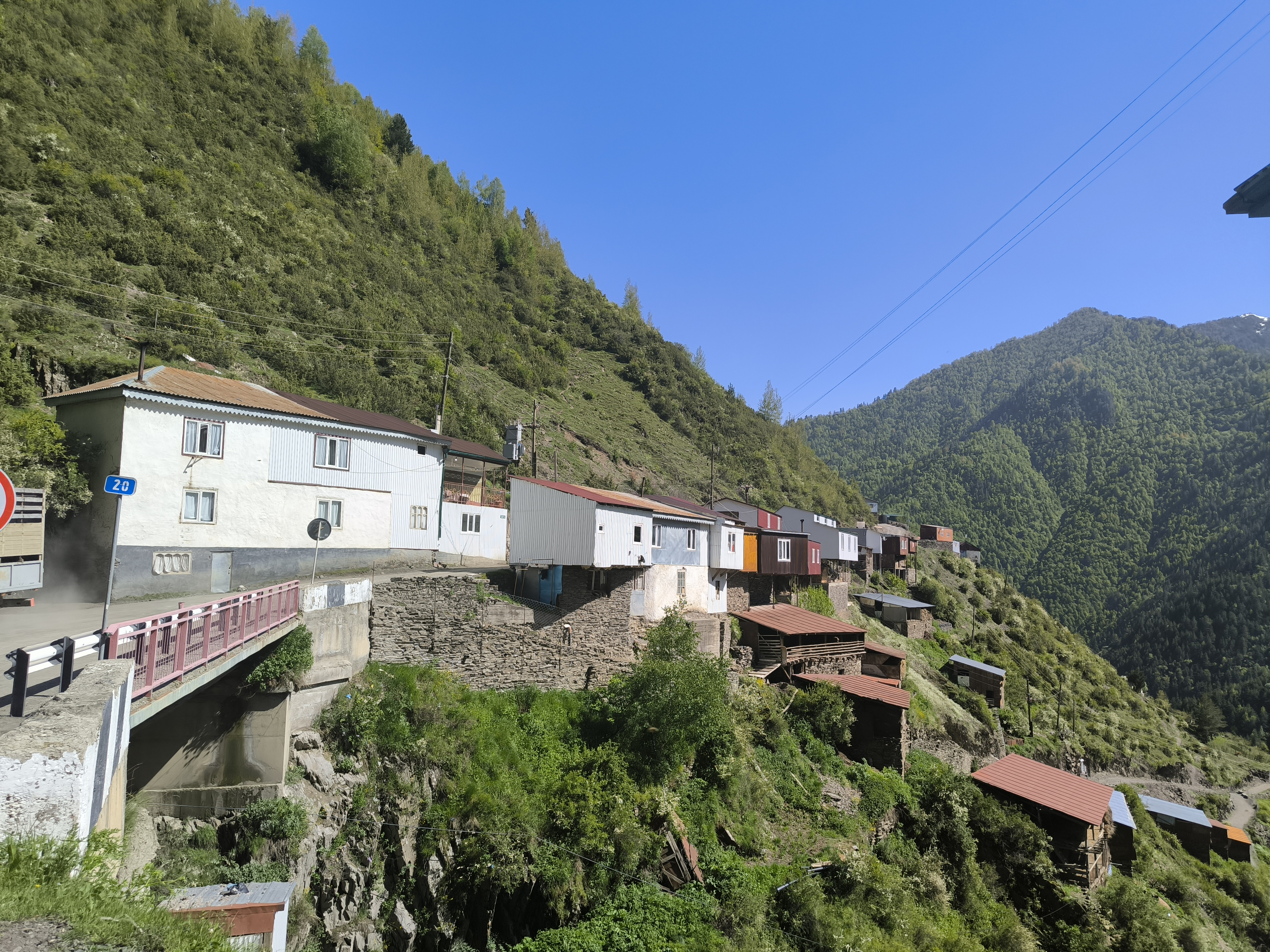
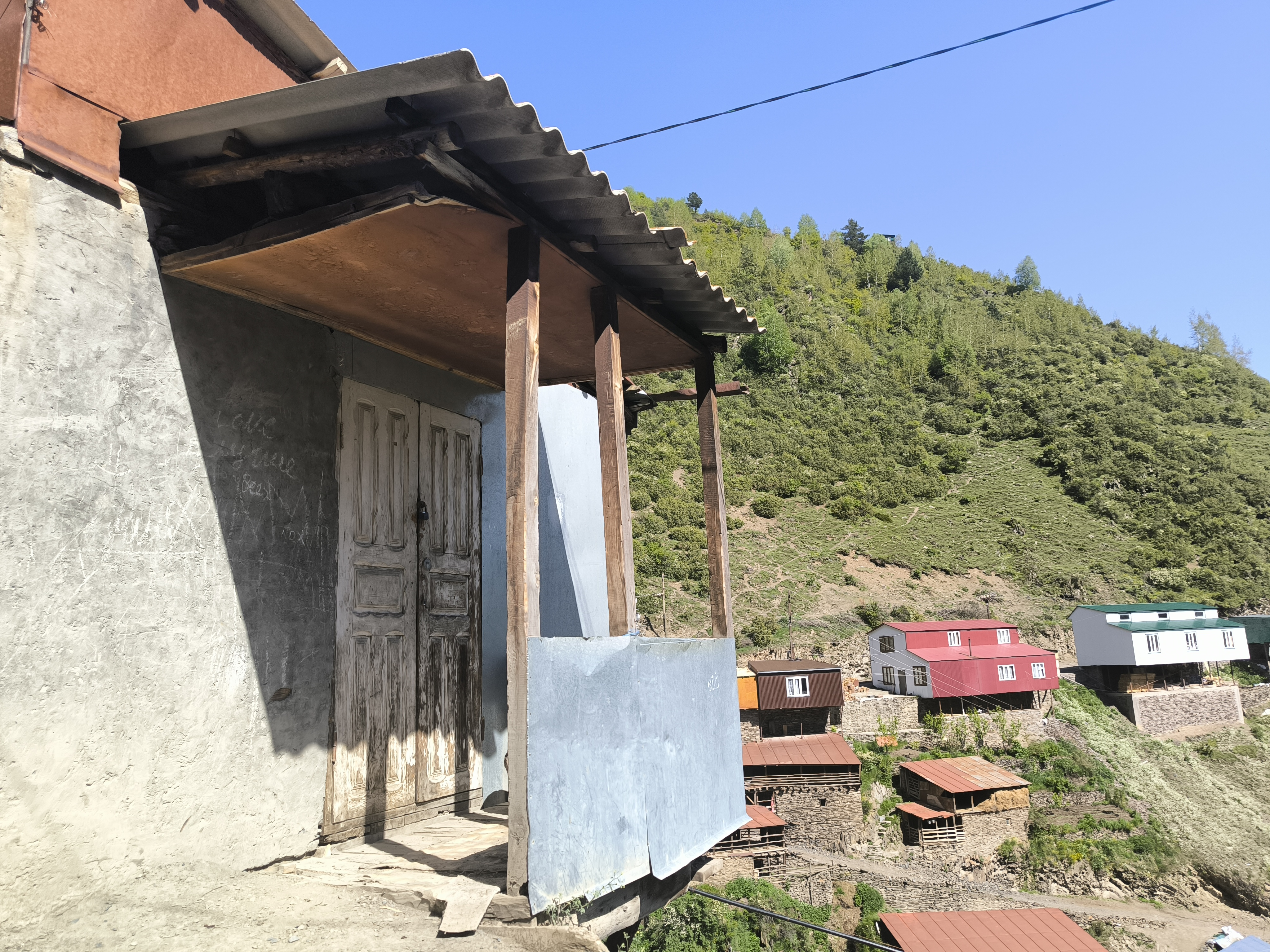
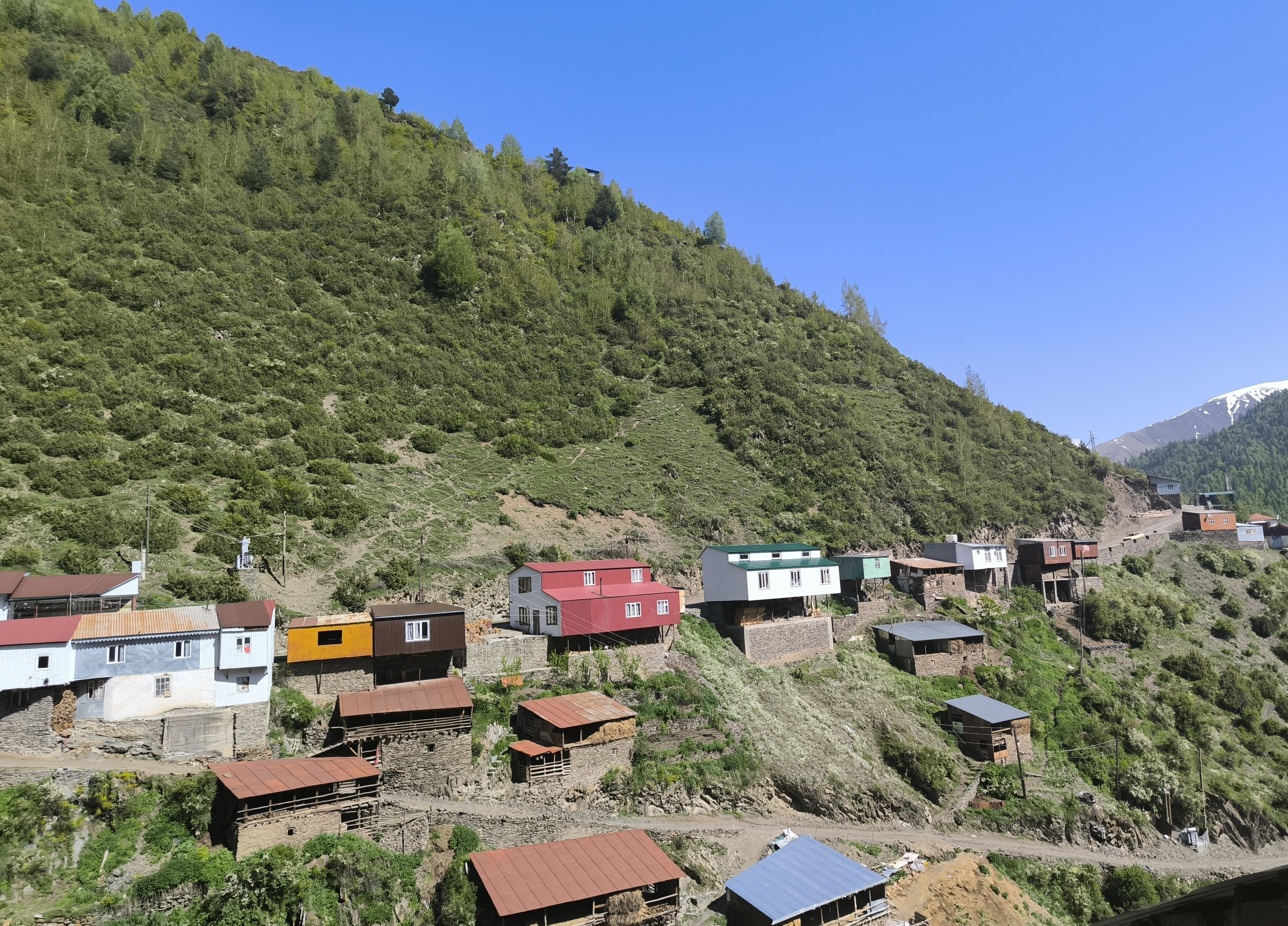
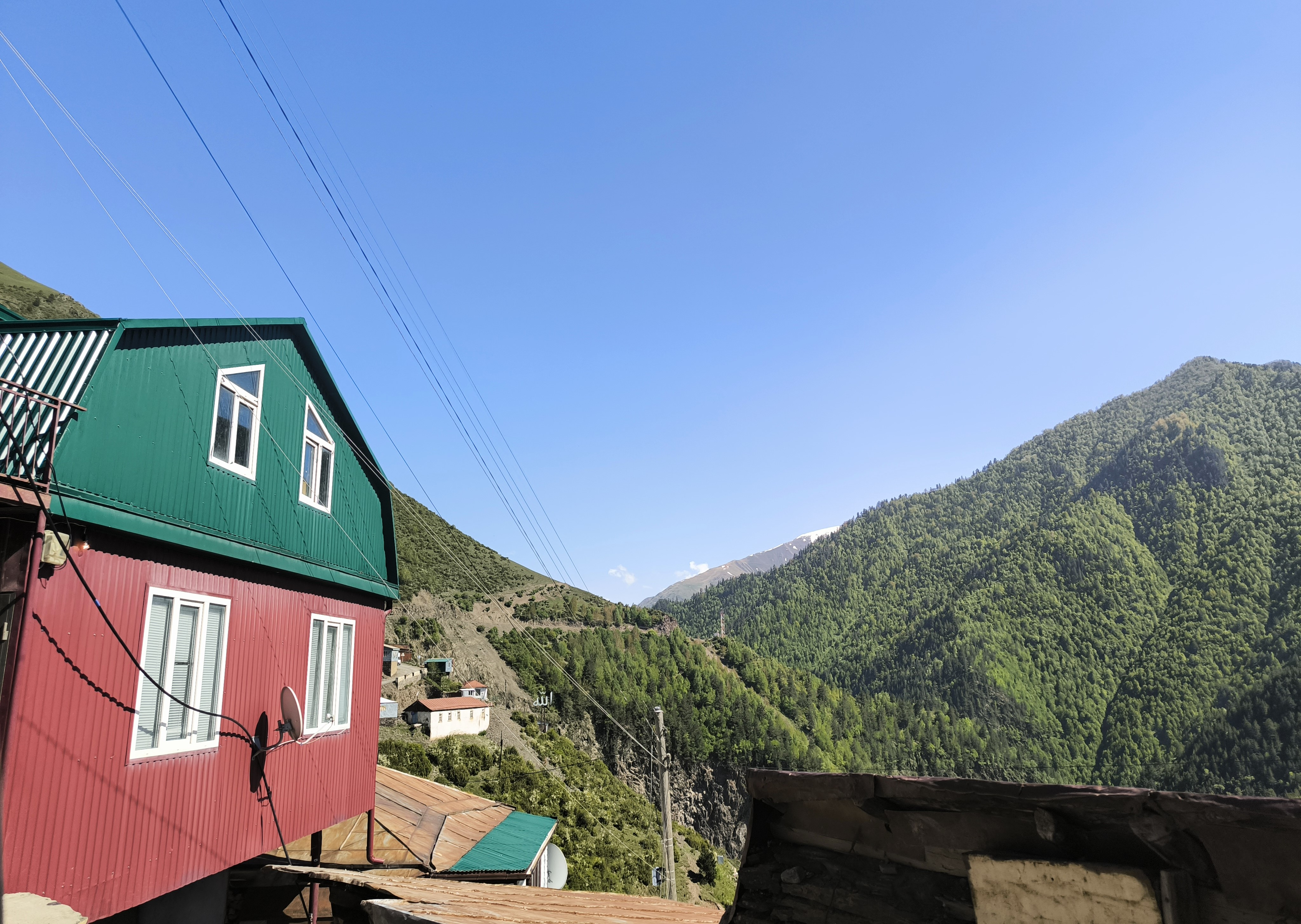
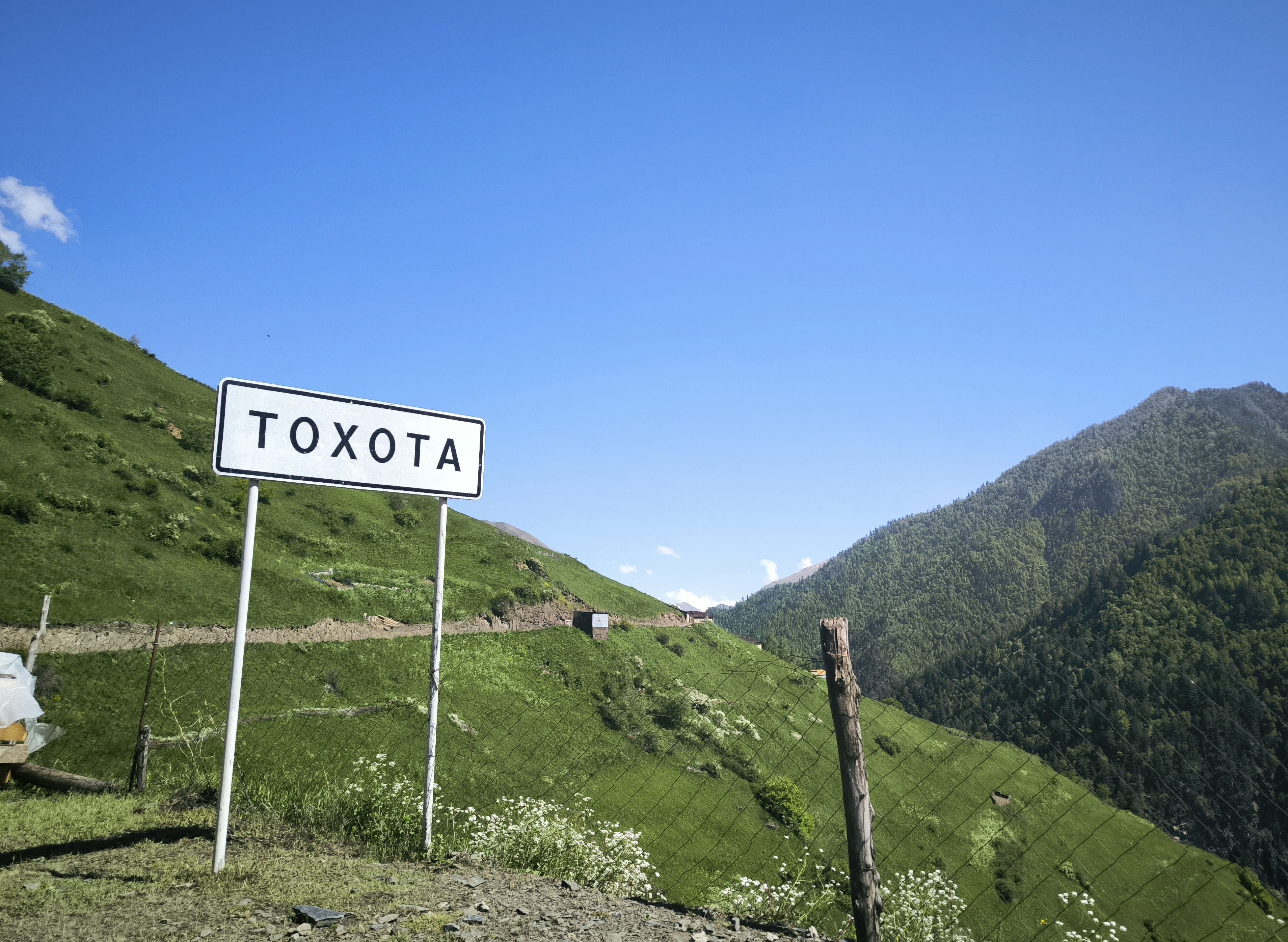

## Население
| 1869 | 1888 | 1895 | 1926 | 1939 | 1970 | 1989 |
| ---- | ---- | ---- | ---- | ---- | ---- | ---- |
| 166  | ↗268 | ↘158 | ↗176 | ↗187 | ↗280 | ↗374 |
| 2002 | 2010 | 2021 |      |      |      |      |
| ↗477 | ↗625 | ↗637 |      |      |      |      |